# Loeselia rzedowskii
Loeselia rzedowskii là một loài thực vật có hoa trong họ Polemoniaceae. Loài này được McVaugh mô tả khoa học đầu tiên năm 1990.